# 1852
| 1852                                          |
| --------------------------------------------- |
| Dødsfald - Fødsler                            |
| • Begivenheder • Litteratur • Musik • Politik |

| Gregoriansk kalender | 1852 MDCCCLII           |
| Ab urbe condita      | 2605                    |
| Armensk kalender     | 1301 ԹՎ ՌՅԱ             |
| Kinesiske kalender   | 4548 – 4549 辛亥 – 壬子 |
| Etiopisk kalender    | 1844 – 1845             |
| Jødisk kalender      | 5612 – 5613             |
| Hindukalendere       |                         |
| - Vikram Samvat      | 1907 – 1908             |
| - Shaka Samvat       | 1774 – 1775             |
| - Kali Yuga          | 4953 – 4954             |
| Iransk kalender      | 1230 – 1231             |
| Islamisk kalender    | 1268 – 1269             |

Konge i Danmark: Frederik 7. 1848-1863
Se også 1852 (tal)

## Begivenheder
- 6. januar – 1800 tønder land uden for Københavns volde bliver frigivet til bebyggelse. Opførelsen af brokvartererne starter.
- 27. januar – C.A. Bluhme dansk regeringschef.
- 8. maj – den anden London-protokol underskrives – Protokollen fastslog, at det danske monarki bestod af Kongeriget Danmark med hertugdømmerne Slesvig, Holsten og Lauenburg, og at prins Christian af Glyksborg skulle arve den danske trone
- 4. november - medlemmer af pressen får for første gang adgang til Underhuset
- 2. december – Frankrig bliver atter kejserdømme med Napoleon 3. som hersker

## Født
- 1. marts – Martin Borch, dansk arkitekt (død 1937)
- 25. juli – Antoni Gaudí, spansk arkitekt
- 7. august – Andreas Clemmensen, dansk arkitekt (død 1928).
- 10. september – H.N. Andersen, dansk etatsråd og ØK's stifter (død 1937).
- 12. september – H.H. Asquith, britisk premierminister og jarl (død 1928)
- 21. november – Francisco Tárrega, spansk guitarist
- 15. december – Henri Becquerel, fransk fysiker (død 1908)
- 28. december – Kristian Erslev, dansk historiker (død 1930)

## Dødsfald
- 6. januar – Louis Braille – fransk opfinder af blindeskriften. 43 år.
- 21. marts – Dronning Marie Sophie Frederikke, dansk dronning (født 1767)
- 16. april - Paul af Württemberg (født 1785)
- 4. august - Alfred d'Orsay, fransk amatørkunstner og dandy (født 1801).
- 27. november – Augusta Ada Lovelace – computerpioner. 36 år.